# Collins (Iowa)
Pour les articles homonymes, voir Collins.
Collins est une ville, du comté de Story  en Iowa, aux États-Unis. Elle est incorporée le 28 décembre 1894.

## Source de la traduction
- (en) Cet article est partiellement ou en totalité issu de l’article de Wikipédia en anglais intitulé « Collins, Iowa » (voir la liste des auteurs).